# هانس-يورغ بوت
هانس يورغ بوت (بالألمانية: Hans-Jörg Butt)
هو حارس بايرن ميونخ ولد في 28 مايو 1974 في أولدنبورغ، ألمانيا ويبلغ طوله 195 سم
انتقل من بنفيكا إلى البايرن في الأنتقالات الصيفية موسم 2008/2009 ويتميز هذا الحارس بتنفيذ ركلات الترجيح وأيضا صد ركلات الترجيح حيث سجل في الدوري الألماني منذ بداية احترافه بين الأندية الألمانية 27 هدف قبل أنتقاله إلى بنفيكا البرتغالي.

## وصلات خارجية
- هانس-يورغ بوت على موقع الاتحاد الدولي (مؤرشف)  (الإنجليزية)
- هانس-يورغ بوت على موقع الاتحاد الأوربي (الإنجليزية)
- هانس-يورغ بوت على موقع قاعدة بيانات كرة القدم.إي يو (الإنجليزية)
- هانس-يورغ بوت على موقع بيانات كرة القدم. دي إي (الألمانية)
- هانس-يورغ بوت على موقع ليكيب (الفرنسية)
- هانس-يورغ بوت على موقع ناشيونال فوتبول تيمز (الإنجليزية)
- هانس-يورغ بوت على موقع Soccerbase.com (لاعب) (الإنجليزية)
- هانس-يورغ بوت على موقع Soccerway.com (الإنجليزية)
- هانس-يورغ بوت على موقع عالم كرة القدم.نت (الإنجليزية)